# Warner Robins, Georgia
Warner Robins är en stad (city) i Houston County, och  Peach County, i delstaten Georgia, USA. Enligt United States Census Bureau har staden en folkmängd på 68 500 invånare (2011) och en landarea på 90,8 km².
Staden grundades 1942 som Wellston och fick sitt nuvarande namn 1956 efter den närbelägna Robins Air Force Base.

## Kända personer från Warner Robins
- Bobbie Eakes, skådespelare